# Rudi Dost
Rudolf „Rudi“ Dost war ein deutscher Radrennfahrer und nationaler Meister im Radsport.

## Sportliche Laufbahn
Dost war im Straßenradsport aktiv. Als Amateur gewann er 1923 mit der Mannschaft des BRC Tornado Leipzig mit Ernst Schugk, Herbert Nebe, Franz Rodies, Hans Hundertmarck und Karl Seiferth den nationalen Titel im Mannschaftszeitfahren.
1923 siegte er im Eintagesrennen um den Großen Sachsenpreis vor den Favoriten Paul Kroll und Paul Kohl. Dost war zu diesem Zeitpunkt Fahrer der B-Klasse. 1928 gewann er das Rennen erneut.